# 레오 폰 카프리비 백작
게오르크 레오 폰 카프리비 백작(독일어: Georg Leo Graf von Caprivi, 1831년 2월 24일 ~ 1899년 2월 6일)는 독일 제국의 군인이자 정치가로 독일 제국의 2대 총리를 역임하였다. 카프리비는 1890년부터 1894년까지 총리를 지냈으며, 이 사이에 산업화와 상업화를 추진하였다. 그러나 이런 자유주의 움직임은 융커와 같은 보수 세력의 반발을 불렀으며 그는 중앙당의 지원을 통해 방어하려고 했지만 실패하고 총리직에서 물러났다. 그는 오토 폰 비스마르크의 정책과 상반된 정책을 대체로 추진하였다.